# Karl Schlesinger (Ökonom)
Karl Schlesinger (* 19. Jänner 1889 als Karol Schlesinger in Budapest, Österreich-Ungarn; † 12. März 1938 in Wien) war ein ungarisch-österreichischer Nationalökonom und Bankier.

## Leben
Karl (Karoly) Schlesinger stammte aus einer jüdischen Familie und war der Sohn des Bankmannes und Finanziers Michael Schlesinger. Er studierte Rechtswissenschaften und Wirtschaftswissenschaften an der Universität Wien und promovierte 1914 bei Eugen Böhm von Bawerk. In seiner 1914 erschienenen und mathematisch ausgerichteten Dissertation setzte sich Schlesinger mit grundlegenden Aspekten der Geld- und Kreditwirtschaft auseinander. Es traf bei den akademischen Ökonomen seiner Zeit, besonders bei jenen der Österreichischen Schule, auf wenig Beachtung. Er erklärt in seiner Arbeit die höhere oder niedrigere Kassenhaltung der Teilnehmer am Wirtschaftskreislauf teilweise als Versicherung gegen Verluste durch Bargeldmangel und stellt den Zinsverlust dem Versicherungsgewinn gegenüber. Seine Erklärung der Gesamtnachfrage nach Geld, die den Bedarf für die laufenden Transaktionen von der Vorsorgenachfrage trennt, weist große Parallelen zum späteren Werk John M. Keynes’ auf. Schlesinger und seine Theorie der Geld- und Kreditwirtschaft wurde vier Jahrzehnte nach seiner Entstehung und nach Schlesingers Tod von Joseph Schumpeter in dessen Abhandlung History of Economic Analysis aus dem Jahre 1954 in den höchsten Tönen gelobt.
1919 flüchtete Schlesinger vor der ungarischen Räterepublik Béla Kuns nach Wien, durchlief eine Bankkarriere und war zuletzt Vize-Direktor der Anglo-Österreichischen Bank sowie Vorsitzender der Bankenvereinigung. Obwohl er der Lausanner Schule nahestand und mathematische Interessen zeigte, förderte er die Österreichische Schule. Als Bank- und Währungsfachmann publizierte er zu Fragen der Geldtheorie, Währungspolitik und Bankwirtschaft und studierte ab 1933/34 Mathematik bei Abraham Wald. Sein Aufsatz Über die Produktionsgleichungen der ökonomischen Wertlehre (1934) wurde zu einer wesentlichen Grundlage für die neoklassische Gleichgewichtsanalyse.
Am Tag des Einmarsches der deutschen Truppen in Österreich, des so genannten Anschlusses, erschoss sich Karl Schlesinger. Im Buch Die Tagesordnung von Éric Vuillard wird Schlesinger fälschlich als Schriftsteller bezeichnet.

## Schriften (Auswahl)
- Theorie der Geld- und Kreditwirtschaft. München: Duncker & Humblot, 1914 [Reprint: Berlin: Duncker & Humblot, 2013, 1., neue Ausg., ISBN 978-3-428-56037-0]
- Die Veranderungen des Geldwertes im Kriege. Wien: Manz, 1916.
- Das  „Rätsel“ der französischen Goldpolitik. Zeitschrift für Nationalökonomie 2 (1931): 387–407.
- Über die Produktionsgleichungen der ökonomischen Wertlehre. In: Ergebnisse eines mathematischen Kolloquiums, hrsg. von K. Menger 6 (1935): 10–11.
- Ein Beitrag zu Mengers „Bemerkungen zu den Ertragsgesetzen“. Zeitschrift fur Nationalökonomie 7 (1936): S. 398–400.